# 高雲地利號導彈驅逐艦
高雲地利號導彈驅逐艦（英語：HMS Coventry），為英國皇家海軍其中一艘42型驅逐艦，其艦名來自西米德蘭郡城市高雲地利，亦是第六艘採用該名的英國艦船。此艦於1982年福克蘭戰爭中，被阿根廷海軍航空兵投下炸彈擊沉。

## 建造
繼「錫菲號」、「伯明翰號」及「紐卡素號」後，英國皇家海軍於1971年5月下訂此艦，為第四艘42型驅逐艦，並由坎梅爾萊爾德造船公司承造。其後，此艦於兩年後安放龍骨，並於1974年6月21日下水。

## 服役史
1978年11月10日，此艦正式入列英國皇家海軍，並命名為「高雲地利號」，成為自1658年來英軍第六代的同名軍艦。隨後，此艦進行首次海試，至翌年8月17日正式成軍。
而在1980年9月，以此艦為首的英軍代表團出訪中國，成為自國共內戰後首批訪華的英國軍艦；期間，此艦亦曾停泊香港添馬艦海軍基地。回程途中，適逢两伊战争爆發，「高雲地利號」再轉赴波斯灣執行為期六星期的巡航行動 ，至同年11月才返回英國。
其後，此艦於1981-82年間，主要在英國附近水域進行演練。

### 參與福克蘭戰爭

#### 參戰及戰功
按照原來安排，「高雲地利號」於1982年春完成英軍與北約聯合軍演後，將從直布羅陀前往巴倫支海，參與反制蘇聯北方艦隊的行動。
然而，由於阿根廷艦隊在4月2日攻佔福克蘭群島（下稱「福島」），此艦隨即參戰，並與同級的「錫菲號」、「格拉斯哥號」驅逐艦，以及兩艘巡防艦及一艘補給艦會合，隨後於5月1日抵達福島附近水域，加入特設的「317特遣艦隊」。為與阿軍的同級艦「大力神號」與「聖三一號」區分敵我，此艦在內的三艘42型驅逐艦，均在煙囪位置塗上黑線，並在艦橋上塗上英國國旗花紋。
此後的海戰當中，「高雲地利號」曾與「錫菲號」、「格拉斯哥號」組成防空前線，並曾以海標槍導彈擊落多架阿軍飛機，當中首架為隸屬阿根廷陸軍的美洲獅直升機。值得一提的是，時任艦長大衛·戴克宣稱此艦曾擊落阿軍兩架A-4天鷹式攻擊機，但實際上該等軍機乃因惡劣天氣而在海上墜毀。

#### 被阿根廷海軍擊沉
5月25日，「高雲地利號」與「大刀號」巡防艦一併前往福島沿岸的卡洛斯灣、鄰近鵝卵石島的水域，打算以兩艦本身吸引阿軍飛機，再將之擊落。在誘攻行動初期，此艦曾成功以海標槍導彈，擊落兩架A-4攻擊機。
當第二批阿軍攻擊機來襲時，由於此艦的965型雷達受技術限制，因而無法偵測上述四架正在低飛的飛機；「大刀號」雖然啟動了海狼導彈系統，並成功鎖定敵機，但最後未及在投彈前進行重設，令該等飛機得以避過反擊。此時，阿軍飛機向兩艦分別投下一枚1,000磅自由落體炸彈，及三枚250公斤炸彈，但最後僅砸毀「大刀號」甲板上的山貓直升機。隨後，此艦對其中一架飛機進行反擊，並成功命中其右翼油缸，惟最後未被擊落。
在90秒後，第三批飛機來襲，雖然兩艦曾先後以導彈分散敵機注意力，但「大刀號」的海狼導彈系統仍舊不太穩定，反令此艦陷入敵軍攻擊範圍。及後，「高雲地利號」嘗試以歐瑞康20毫米機炮及機槍掃射敵機，惟途中機炮突然卡彈，最後此艦仍被阿軍投下的三枚炸彈擊中，其中兩枚成功引爆。
由於其中一枚炸彈擊穿機房，並在船底炸出大洞，此艦隨即迅速入水，造成19死30傷。20分鐘後，倖存官兵棄船逃生，並有約170人由「大刀號」救走，不久後全艦沉沒。

## 事後

### 殘骸處置
「高雲地利號」被擊沉後五個月，英國皇家海軍派出潛水隊搜索此艦殘骸，帶走艦上機密文件，並以水下爆破方式炸毀剩餘武器及彈藥。
而在1986年，英國政府訂立《1986年戰爭遺址保護法》，當中此艦於海底的殘骸，亦獲評定為該法例下的「受保護地區」。

### 紀念碑
戰後，英方在事發海域附近的鵝卵石島上，豎立了紀念「高雲地利號」被擊沉的紀念碑。而在此艦取名地高雲地利的聖三一教堂內，亦有一塊紀念此艦陣亡軍人的銅匾。

### 相關參考書籍
- Smith, Gordon. . Lulu.com. 2006. ISBN 1-84753-950-5.
- Gardiner, Robert (toim.). . Conway Maritime Press. 1995. ISBN 0-85177-605-1 （英语）.
- Middlebrook, Martin. . Pen & Sword Military. 2012. ISBN 978-1-84884-636-4 （英语）.
- Martini, Héctor A. . Departamento de Estudios Históricos Navales. 1992 （西班牙语）.